# Indaco dagli occhi del cielo
Indaco dagli occhi del cielo è un singolo di Zucchero Fornaciari, pubblicato il 27 agosto 2004, inciso insieme alla cantante statunitense Vanessa Carlton ed estratto dall'album Zu & Co. del 2004. È entrato direttamente nella top 10 dei più passati dalle radio.

## Descrizione
Il brano è una cover della canzone Everybody's Got to Learn Sometime dei Korgis ed è stato eseguito in duetto con Vanessa Carlton e con l'accompagnamento al violino di Haylie Ecker. La cover si mantiene in lingua originale per la versione internazionale dell'album, mentre per quella italiana viene incisa in lingua italiana, con testo di Zucchero.
La canzone è stata inserita nelle raccolte All the Best e Wanted (The Best Collection), in Live in Italy e, riarrangiato, ne La sesión cubana, nonché nell'album live Una rosa blanca.

## Video musicale
Zucchero ha eseguito per la prima volta questo brano, in versione inglese, il 29 Novembre 2003 a Città del Capo, durante un concerto organizzato dal leader sudafricano Nelson Mandela, intitolato 46664, dal numero di matricola che lo stesso si era visto assegnare durante il periodo in cui era stato incarcerato. Per l'occasione, Zucchero fu accompagnato da Brian May e Roger Taylor dei Queen, e da Sharon Corr. Da tale esibizione, Zucchero ha tratto il videoclip ufficiale del singolo, che fu incluso come "easter egg" nel DVD del concerto tenuto dallo stesso alla Royal Albert Hall nel maggio del 2004.
Curiosamente, però, Zucchero ha dovuto registrare le scene in cui appare al pianoforte, in quanto la sua esibizione di Città del Capo lo vide eseguire la canzone in inglese, mentre l'audio del clip è in italiano. L'artista ha dovuto dunque ricorrere ad un artificioso montaggio che fonde riprese live e riprese registrate durante il concerto del 2003. Sulla guancia di Zucchero è possibile scorgere il numero 46664.
- Indaco dagli occhi del cielo, su YouTube.
- Everybody's Got to Learn Sometime (live), su YouTube.

## Tracce
Testi e musiche di James Warren, eccetto dove diversamente indicato.

### CD singolo
- COD: Universal ZUCDP1

1. Everybody's Got to Learn Sometime (feat. Vanessa Carlton & Haylie Ecker) – 4:03

- COD: Polydor 9820096

1. Everybody's Got to Learn Sometime (feat. Vanessa Carlton & Haylie Ecker) – 4:03
2. Indaco dagli occhi del cielo (feat. Vanessa Carlton & Haylie Ecker) – 4:03 (testo: Zucchero)

### CD Maxi
- COD: Universal, Polydor 9867617

1. Everybody's Got to Learn Sometime (feat. Vanessa Carlton & Haylie Ecker) – 4:03
2. Everybody's Got to Learn Sometime (feat. Queen & Sharon Corr) (Live from 46664 concert in Cape Town) – 4:03
3. Indaco dagli occhi del cielo (feat. Vanessa Carlton & Haylie Ecker) – 4:03 (testo: Zucchero)
4. Everybody's Got to Learn Sometime (feat. Queen & Sharon Corr) (Video from 46664 concert in Cape Town) – 4:03

- COD: Universal 9820095

1. Everybody's Got to Learn Sometime (feat. Vanessa Carlton & Haylie Ecker) – 4:03
2. Mama (feat. Stevie Ray Vaughan) – 7:06 (testo: Zucchero, F. Musker)
3. Ahum (feat. Chance) – 4:44 (testo: Zucchero – musica: Zucchero, Robyx)
4. Indaco dagli occhi del cielo (feat. Vanessa Carlton & Haylie Ecker) – 4:03 (testo: Zucchero)

## Classifiche
| Classifica (2004) | Posizione massima |
| ----------------- | ----------------- |
| Francia           | 39                |
| Francia (Airplay) | 25                |
| Belgio (Fiandre)  | 13                |
| Belgio (Vallonia) | 8                 |
| Austria           | 56                |
| Paesi Bassi       | 90                |
| Italia (Airplay)  | 5                 |
| Russia (airplay)  | 143               |